# رحلی، هند
رحلی (به انگلیسی: Rehli) یک منطقهٔ مسکونی در هند است که در بخش ساغر واقع شده‌است. رحلی ۳۰٬۳۲۹ نفر جمعیت دارد.